# Троглодиты
Троглоди́т (др.-греч. τρωγλοδύτης — «живущий в пещере», от τρώγλη «пещера, полость» и δύειν «проникать в», «погружаться») — в концепции Карла Линнея вид людей (лат. Homo troglodites), характеризующийся человеческим обликом, обильной волосатостью и неразвитой речью. Выделен на основе свидетельства древних авторов и рассказов путешественников. Предполагалось, что троглодиты могли быть прообразом сведений о сатирах.

## Греко-римский период
По данным античных авторов (Геродот, Клавдий Птолемей, Агатархид, Страбон, Диодор Сицилийский, Плиний, Тацит, Иосиф Флавий и т. д.), троглодиты населяли либо западную часть побережья Красного моря, либо крайний запад (юго-запад) Аравийского полуострова. О них упоминает Библия в 2Хр.12:3, причем только в церковнославянском переводе и греческом. В Синодальном переводе они именуются «сукхиты», поскольку жили в городе Сухе. В «Естественной истории» Плиний Старший даёт описание отшельников, которые ели змей и общались криками, не имея языка. Страбон писал, что эти люди жили охотой, селились в пещерах, женщины и девочки обитали отдельно. Геродот в своей «Истории» упоминает, что гараманты на колесницах охотились на «пещерных эфиопов». Свои дома предпочитают строить в пещерах. В древности троглодиты имели общих жён и детей. Следы их пребывания находили также на территории Эфиопии, Турции, Мали, на склонах Кавказа и других странах.

## Поздние представления
С появлением эволюционизма под троглодитами стали понимать предков человека, которые дожили до наших дней в отдалённых местах планеты, однако в дальнейшем существование троглодитов как подвида рода людей не подтвердилось и ими стали называть в переносном значении малокультурных людей или просто людей, живущих в пещерах (например, жители Матеры, Бандиагара, пещерных поселений Каппадокии).
В СССР попытку реанимировать троглодитов в научном дискурсе предпринял историк Б. Ф. Поршнев. Троглодитами он называл неандертальцев, принадлежавших, по его мнению, семейству троглодитидов («высших прямоходящих приматов»), к которым также относились австралопитеки, гигантопитеки, мегантропы и питекантропы. Однако эта классификация не получила распространения в научной среде.

## В современной науке
- Современное латинское видовое название обыкновенного шимпанзе — Pan troglodytes.
- Troglodytes — род мелких птиц из семейства крапивниковых.

## В литературе
Троглодиты многократно упоминаются в автобиографической повести Льва Кассиля «Кондуит и Швамбрания» (1928—1931, 1955; часть вторая: «Швамбрания», раздел «Блуждающие острова», глава «Э-мюэ и троглодиты» и далее):
— Ну спасибо, — прошамкал старичок. — Давайте познакомимся. Э… э-мюэ… Я ваш педагог истории, Семён Игнатьевич Кириков. Э-мюэ… Добрый день, троглодиты!

Слово было новым и незнакомым, и мы растерялись, не зная, похвалил нас старичок или обидел. Тогда встал Стёпка Атлантида. Стёпка спросил Кирикова:

— Вопросы имеются: из какого гардероба вы выскочили — раз. И чем вы нас обозвали — два. Это насчёт троглодитов.

Троглодиты затопали ногами и требовательно грохнули партами.

— Сядьте, вы, фигура! — сказал Кириков. — Троглодиты — это… э-э-эм… э… допотопные пещерные жители, первобытные люди, наши, э-мюэ, пра-пра-пра-прародители, предки… ну-с, э-мюэ… А вы — молодые троглодиты.

— Это, выходит, я — троглодитиха? — грозно спросила Мадам Халупа.

— Ну, что вы! — учтиво зашамкал Кириков. — Вы уже целая мамонтша или бронтозавриха.

— Свой! — восторженно выдохнул класс.